# Stranglehold (Cancion de Ted Nugent)
Stranglehold es una canción del guitarrista y músico de rock estadounidense Ted Nugent, publicada como primer tema del álbum homónimo Ted Nugent (1975). La pieza, de más de ocho minutos de duración, es uno de los temas más representativos de Nugent y se caracteriza por un riff pesado y un largo solo de guitarra, la voz principal en la grabación corresponde a Derek St. Holmes, aunque Ted Nugent canta la frase «Sometimes you gonna get higher». 

## Composición y grabación
Stranglehold se originó como un largo jam y evolucionó hasta convertirse en el tema que aparece en el disco; la estructura abierta y jamística del tema fue mantenida en la versión de estudio. El solo de guitarra —grabado con un tono potente y eco/delay para crear la sensación de dos guitarras— se registró durante las sesiones del álbum en 1975, el productor Tom Werman ha explicado que utilizó retardos (delays) para lograr el efecto de «un dúo de guitarras» en la mezcla cosa que le encantaria a Ted Nugent pero a la vez le diria que "a la próxima no lo hagas sin mi permiso"

## Recepción
«Stranglehold» ha sido clasificado como el 31.º mejor solo de guitarra de todos los tiempos por Guitar World.

## Uso en medios
(la mayoría de estos datos son tomados de la página IMDb, si esta interesado en ver otras apariciones no tan relevantes consulté el perfil de Ted Nugent de IMDb)
- La canción puede ser escuchada en el videojuego Grand Theft Auto: Vice City Stories en la estación de radio V-Rock
- la canción esta disponible en el videojuego Guitar Hero World Tour donde podemos hacer un dueto de guitarras contra el mismísimo Ted Nugent (la apariencia de este esta basada en la carátula de su álbum Weekend Warrios)
- la canción es usada en el videojuego Far Cry 5
- la canción suena en una escena de la película de comedia Superbad aparte de contar con otras canciones "compuestas" por Ted Nugent como Journey to the Center of the Mind o Baby, Please Don't Go[3]
- la canción suena en una escena de la película Rock Star
- en la serie Ash vs Evil Dead la versión de la canción para la película Beer for mi horses es usada en una escena de un episodio

## Versiones
Existe una versión incluida en la banda sonora de la película Beer for My Horses (2008) y la canción ha sido reeditada y recopilada en múltiples recopilatorios y reediciones del catálogo de Nugent.

## Personal
- Derek St. Holmes - voz, guitarra
- Ted Nugent - guitarra
- Rob Grange - bajo
- Cliff Davies - batería